# Kegaon
Kegaon es una ciudad censal situada en el distrito de Raigad en el estado de Maharashtra (India). Su población es de 7485 habitantes (2011). Se encuentra  a 13 km de Bombay y a 121 km de Pune.

## Demografía
Según el censo de 2011 la población de Kegaon era de 7485 habitantes, de los cuales 4084 eran hombres y 3401 eran mujeres. Kegaon tiene una tasa media de alfabetización del 94,02%, superior a la media estatal del 82,34%: la alfabetización masculina es del 96,11%, y la alfabetización femenina del 91,48%.